# Gesnes
Gesnes is een gemeente in het Franse departement Mayenne (regio Pays de la Loire) en telt 174 inwoners (1999). De plaats maakt deel uit van het arrondissement Château-Gontier.

## Geografie
De oppervlakte van Gesnes bedraagt 11,3 km², de bevolkingsdichtheid is 15,4 inwoners per km².

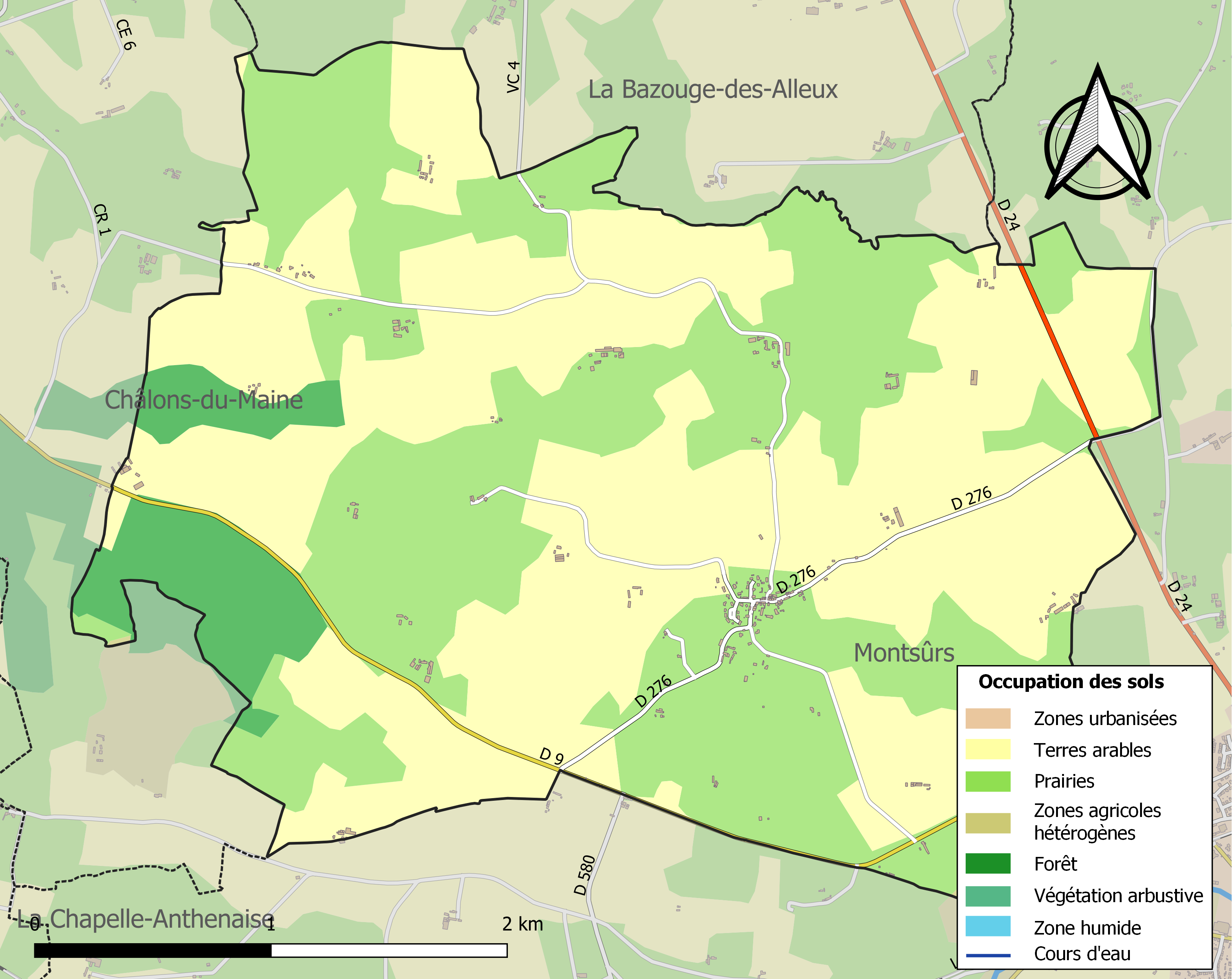
Kaart van de gemeente met de belangrijkste infrastructuur, bodemgebruik en omliggende gemeenten

## Demografie
Onderstaande figuur toont het verloop van het inwonertal (bron: INSEE-tellingen).